# St. Bartholomäus (Hammer)

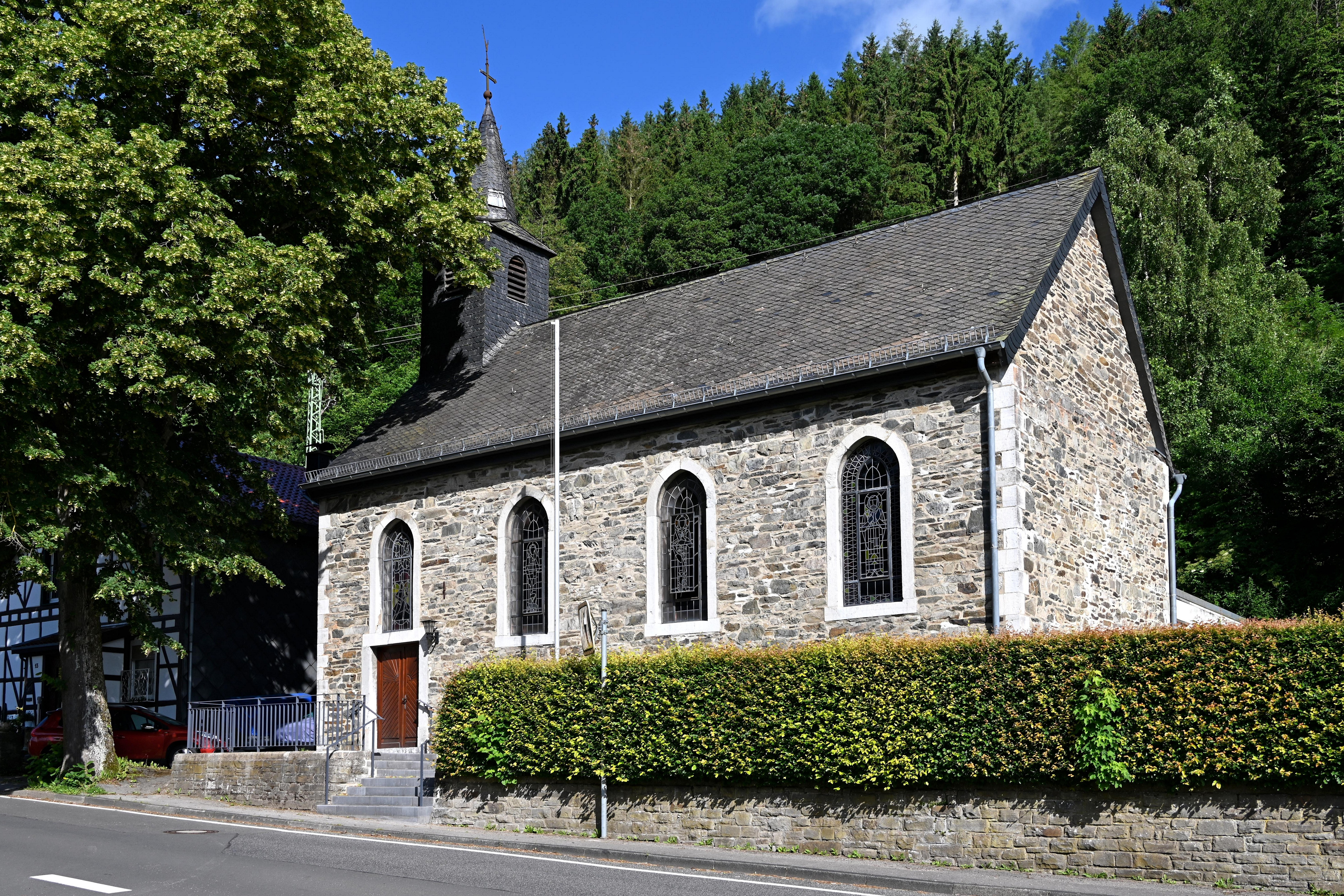
St. Bartholomäus in Hammer

St. Bartholomäus ist die römisch-katholische Rektoratskirche von Hammer, Gemeinde Simmerath, in der Städteregion Aachen in Nordrhein-Westfalen.

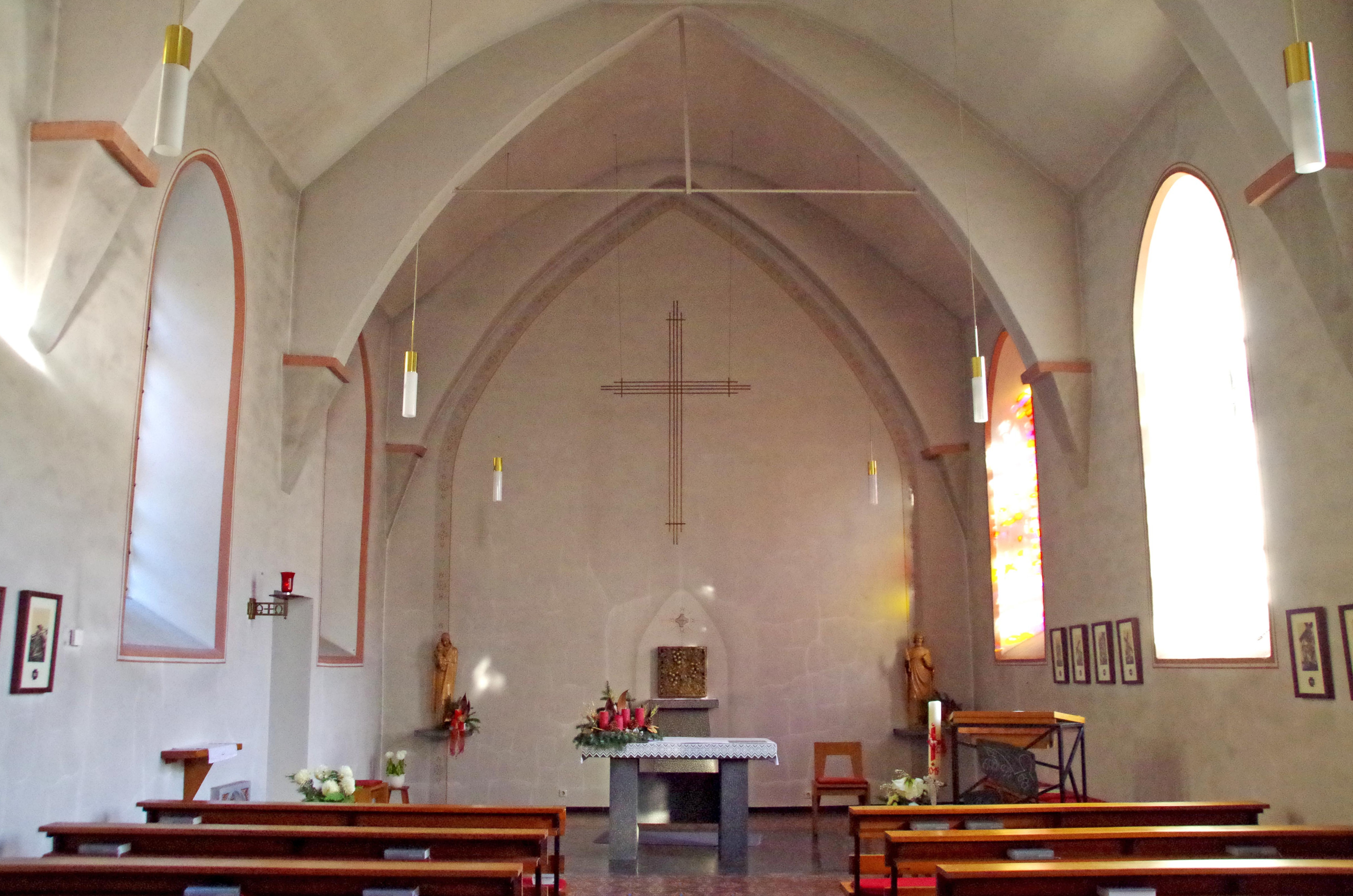
Innenraum mit Blick zum Altar

Die Kirche ist dem hl. Apostel Bartholomäus geweiht und unter Nummer 61 als Baudenkmal in die Liste der Baudenkmäler in Simmerath eingetragen.

## Lage
Das Kirchengebäude befindet sich in der Mitte des Straßendorfes Hammer an der Dedenborner Straße (L 106).

## Geschichte
Die heutige Kirche von Hammer ist noch das erste Kirchengebäude des Ortes und wurde zwischen 1862 und 1863 aus eigenen Mitteln der Bewohner erbaut. Zuvor erteilte die Regierung in Aachen die Bauerlaubnis. Im Mai 1920 erhielt die Filialgemeinde Hammer eine selbstständige Vermögensverwaltung. Damals zählte der Ort zur Pfarre Eicherscheid. 1932 erhielt der Ort einen eigenen Seelsorger und seit 1960 besitzt Hammer den Status einer Pfarrvikarie und wurde somit ganz von der Mutterpfarre Eicherscheid abgetrennt.

## Baubeschreibung
St. Bartholomäus ist eine Saalkirche aus Bruchstein in vier Achsen und wurde in einfachen Formen der Neugotik erbaut. Der Chorraum befindet sich im Osten des Kirchenschiffs und ist gerade geschlossen. Über dem Westgiebel erhebt sich ein quadratischer Dachreiter mit achtseitigem Turmhelm. Die Fenster sind spitzbogig und mit Blaustein eingefasst. Außerdem besitzt das Gotteshaus eine Eckquaderung aus Blaustein. Der Innenraum wird von einem Tonnengewölbe überspannt, welches durch Gurtbögen unterteilt wird.

## Ausstattung
Das Tabernakel, der Ambo sowie die 14 Kreuzwegstationen und die Buntglasfenster sind Werke des Künstlers Erich Charlier aus den 1950er und 1960er Jahren.

## Pfarrvikare
Folgende Pfarrer wirkten bislang an St. Bartholomäus als Pfarrvikar:
| von – bis | Name              |
| --------- | ----------------- |
| 1932–1933 | Wilhelm Brathe    |
| 1933–1939 | Leo Goor          |
| 1939–1946 | Gottfried Joppen  |
| 1946–1947 | Heinrich Schoenen |
| 1947–1958 | Paul Koß          |
| 1958–1960 | Josef Engels      |
| 1960–1965 | Wilhelm Steven    |
| 1965–1968 | Matthias Schmitz  |
| 1968–1971 | Vakant            |
| 1971–1976 | Hermann Frey      |
| 1977–1978 | Anton Moritz      |
| 1979–1981 | Johannes Henn     |
| 1981–1995 | Heribert Lennartz |
| 1995–2010 | Ernst Schneider   |
| Seit 2010 | Michael Stoffels  |